# Caldas Novas Airport
Caldas Novas Airport är en flygplats i Brasilien.   Den ligger i kommunen Caldas Novas och delstaten Goiás, i den sydöstra delen av landet, 230 km söder om huvudstaden Brasília. Caldas Novas Airport ligger 697 meter över havet.
Terrängen runt Caldas Novas Airport är platt åt nordost, men åt sydväst är den kuperad. Terrängen runt Caldas Novas Airport sluttar österut. Närmaste större samhälle är Caldas Novas, 3,0 km sydväst om Caldas Novas Airport.
Omgivningarna runt Caldas Novas Airport är huvudsakligen savann. Runt Caldas Novas Airport är det ganska glesbefolkat, med 39 invånare per kvadratkilometer.